# Сергеевское (Николаевская область)
Сергеевское (укр. Сергіївське) — село в Братском районе Николаевской области Украины.
Основано в 1860 году. Население по переписи 2001 года составляло 62 человека. Почтовый индекс — 55440. Телефонный код — 5131. Занимает площадь 0,318 км².

## Местный совет
55440, Николаевская обл., Братский р-н, с. Сергеевка, ул. Ленина, 1